# Vodní turbína

Kaplanova turbína s elektrickým generátorem

Vodní turbína je točivý mechanický stroj, který přeměňuje kinetickou či tlakovou energii vody na mechanickou energii. Předchůdcem vodní turbíny bylo vodní kolo (známé také jako mlýnské kolo). Spolu s elektrickým generátorem resp. alternátorem spojeným s turbínou je hlavní součástí vodních elektráren. Generátor převádí mechanickou energii turbíny na energii elektrickou.

## Druhy vodních turbín

### Podle orientace proudění
- tangenciální
- radiální
- diagonální
- axiální

### Podle způsobu předání energie
- přetlaková (reakční) turbína: tlaková energie vody se přeměňuje na kinetickou energii oběžného kola turbíny. Za oběžným kolem tlak vody klesá. Příklady: Kaplanova, Francisova.
- rovnotlaká (impulsní) turbína: tlaková energie vody se v rozváděcím zařízení přeměňuje na kinetickou energii vody a ta se přeměňuje na kinetickou energii oběžného kola turbíny. Tlak vody se za oběžným kolem nemění. Příklady: Peltonova, Bánkiho.

### Podle polohy
- horizontální
- vertikální

### Podle celkové konstrukce
- Fourneyronova turbína
- Peltonova turbína
- Francisova turbína
- Kaplanova turbína
- Dériazova turbína
- Bánkiho turbína
- Savoniova turbína
- Davisova turbína
- Turgo turbína
- Teslova turbína
- turbína SETUR
- Henckelova turbína
- Zupingerova turbína
- Girardova turbína

#### Vírové turbíny
Je uvedeno několik vírových turbín, které se všechny vyskytují pod tímto shodným označením. Rozděleny jsou standardně podle jména vynálezce nebo vedoucího týmu, přestože prozatím žádné běžně užívané jméno nemají:
- Vírová elektrárna, Zotlötererova turbína
- Vírová turbína Františka Pochylého
- Vírová turbína Bedřicha Kašpaříka
- HONE turbína